# Autoroute A-48 (Espagne)
Pour les articles homonymes, voir A48.
L'autoroute espagnole A-48 appelée aussi Autovía Costa de la Luz est une autoroute pas totalement achevée qui va permettre de relier Cadix à Algésiras en longeant la Costa de la Luz entre l'océan Atlantique et la mer Méditerranée.
L'autoroute va permettre de désenclaver les villes de la côte comme Tarifa et son Port de Tarifa qui permet de rejoindre l'Afrique du Nord (Tanger/Ceuta) en 30 minutes seulement par Navire à grande vitesse. De plus cette autoroute est une nécessité car le trafic passager a explosé ces dernières années et le port d'Algésiras arrive à saturation.
Une fois achevée, on pourra relier la frontière Française à Cadix par autoroute tout le long de la côte.
Actuellement seul le tronçon allant de San Fernando (Cadix) à Vejer de la Frontera est en service. Le reste du tracé est encore en projet.

## Tronçons
| Nom   | Section                                                 | État (2008) | Longueur (km) |
| ----- | ------------------------------------------------------- | ----------- | ------------- |
| A-48  | San Fernando (A-4/CA-33) - Vejer de la Frontera (N-340) | En service  | 36 km         |
| N-340 | Vejer de la Frontera - Algésiras (A-7)                  | En projet   | 84 km         |

## Tracé
- L'autoroute débute à hauteur de San Fernando ou se croise l'A-4 (Madrid - Cadix) et la CA-33 (Pénétrante sud de Cadix).
- Elle poursuit son chemin vers l'est où elle dessert les villes de Chiclana de la Frontera, Conil de la Frontera et Vejer de la Frontera pour une fin provisoire de la voie rapide.

## Sorties
- Échangeur autoroutier entre CA-33 (Cadix, San Fernando)/A-48 et A-4 (Puerto Real, Séville)
- 2
- 3 : Chiclana de la Frontera ( N-340 )
- 7 : Chiclana de la Frontera - Medina Sidonia ( A-390 )
- 10 : Chiclana de la Frontera ( N-340 ) - Plage de La Barrosa
- 15 : El Colorado - Conil de la Frontera ( N-340 ) - Plage de La Barrosa
- 19 : Barrio Nuevo - El Colorado - Los Naveros
- 26 : Conil de la Frontera ( N-340 ) - plages
- 30 : La Muela ( CA-4200 )
- 36 : Vejer de la Frontera ( A-2229 ) - Los Caños de Meca ( A-2233 )
- Fin de l'autoroute. L'A-48 devient la  N-340  et dessert Tarifa (liaison avec Tanger par ferry) et rejoint l'A-7 à Algésiras en longeant le détroit de Gibraltar